# Warneckea gilletii
Warneckea gilletii är en tvåhjärtbladig växtart som först beskrevs av De Wild., och fick sitt nu gällande namn av Jacq.-fél.. Warneckea gilletii ingår i släktet Warneckea och familjen Melastomataceae. Inga underarter finns listade i Catalogue of Life.